# La Haye (Manche)
Pour la commune néerlandaise, voir La Haye.
Pour les articles homonymes, voir Haye.
La Haye est une commune française située dans le département de la Manche en région Normandie, peuplée de 3 986 habitants. Elle est créée le 1er janvier 2016 par la fusion de neuf communes, sous le régime juridique des communes nouvelles. Les communes de Baudreville, Bolleville, Glatigny, La Haye-du-Puits, Mobecq, Montgardon, Saint-Rémy-des-Landes, Saint-Symphorien-le-Valois et Surville deviennent des communes déléguées.

## Géographie
Le point le plus bas se situe au niveau du havre de Surville et le point le plus élevé sur la commune déléguée de Mobecq.
| Port-Bail-sur-Mer (comm. dél. de Denneville), Saint-Sauveur-de-Pierrepont | Saint-Sauveur-de-Pierrepont, Saint-Nicolas-de-Pierrepont | Doville (par un coin), Neufmesnil |
| Manche                                                                    | La Haye                                                  | Montsenelle Vesly                 |
| Bretteville-sur-Ay                                                        | Lessay Saint-Germain-sur-Ay                              | Vesly                             |

### Hydrographie
La commune est située dans le bassin Seine-Normandie. Elle est drainée par la Dure, la Brosse, le Buisson, le cours d'eau 10 du Gorget, le Duy, l'Ouve, le ruisseau d'Angoville, l'Asterie, un bras du Duy, un bras du Gorget, le Clopey, le cours d'eau 01 de la commune de Denneville, le cours d'eau 01 du Vavasseur, le cours d'eau 02 de la Hurie, le cours d'eau 04 des Hauts Vents, le Duy, le fossé 01 de la Hougue, le fossé 07 de la commune de Surville et divers autres petits cours d'eau,.
La Dure, d'une longueur de 11 km, prend sa source dans la commune  et se jette  dans le golfe de Saint-Malo après avoir longé Port-Bail-sur-Mer. 
La Brosse, d'une longueur de 14 km, prend sa source dans la commune de Vesly et se jette  dans l'Ay à Saint-Germain-sur-Ay, après avoir traversé quatre communes. 
Le Buisson, d'une longueur de 13 km, prend sa source dans la commune de Montsenelle et se jette  dans le Fil de Gorges à Saint-Sauveur-le-Vicomte, après avoir traversé sept communes. 

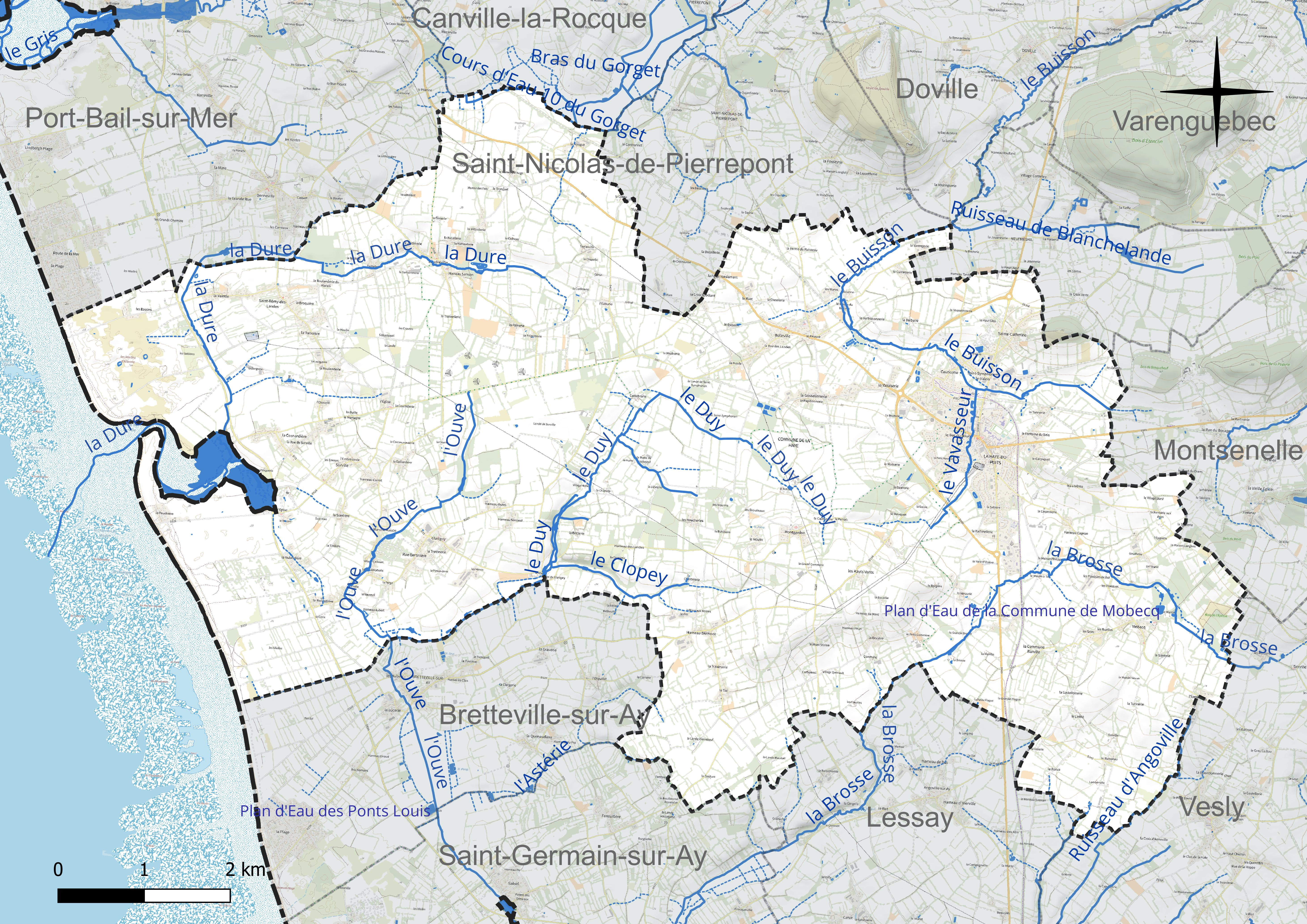
Réseau hydrographique de la La Haye.

Un plan d'eau complète le réseau hydrographique : le plan d'eau de la commune de Mobecq (0,9 ha),.

### Climat
Pour des articles plus généraux, voir Climat de la Normandie et Climat de la Manche.
En 2010, le climat de la commune est de type climat océanique franc, selon une étude du CNRS s'appuyant sur une série de données couvrant la période 1971-2000. En 2020, Météo-France publie une typologie des climats de la France métropolitaine dans laquelle la commune est exposée à un climat océanique et est dans la région climatique  Normandie (Cotentin, Orne), caractérisée par une pluviométrie relativement élevée (850 mm/a) et un été frais (15,5 °C) et venté. Parallèlement le GIEC normand, un groupe régional d’experts sur le climat, différencie quant à lui, dans une étude de 2020, trois grands types de climats pour la région Normandie, nuancés à une échelle plus fine par les facteurs géographiques locaux. La commune est, selon ce zonage, exposée à un « climat maritime », correspondant au Cotentin et à l'ouest du département de la Manche, frais, humide et pluvieux, où les contrastes pluviométrique et thermique sont parfois très prononcés en quelques kilomètres quand le relief est marqué.
Pour la période 1971-2000, la température annuelle moyenne est de 11 °C, avec une amplitude thermique annuelle de 11,3 °C. Le cumul annuel moyen de précipitations est de 965 mm, avec 14,2 jours de précipitations en janvier et 8,1 jours en juillet. Pour la période 1991-2020, la température moyenne annuelle observée sur la station météorologique la plus proche, située sur la commune de Gouville-sur-Mer à 22 km à vol d'oiseau, est de 12,2 °C et le cumul annuel moyen de précipitations est de 844,8 mm,. Pour l'avenir, les paramètres climatiques de la commune estimés pour 2050 selon différents scénarios d’émission de gaz à effet de serre sont consultables sur un site dédié publié par Météo-France en novembre 2022.

## Urbanisme

### Typologie
Au 1er janvier 2024, La Haye est catégorisée commune rurale à habitat dispersé, selon la nouvelle grille communale de densité à sept niveaux définie par l'Insee en 2022.
Elle appartient à l'unité urbaine de La Haye, une unité urbaine monocommunale constituant une ville isolée,. La commune est en outre hors attraction des villes,.
La commune, bordée par la Manche, est également une commune littorale au sens de la loi du 3 janvier 1986, dite loi littoral. Des dispositions spécifiques d’urbanisme s’y appliquent dès lors afin de préserver les espaces naturels, les sites, les paysages et l’équilibre écologique du littoral, tel le principe d'inconstructibilité, en dehors des espaces urbanisés, sur la bande littorale des 100 mètres, ou plus si le plan local d’urbanisme le prévoit.

## Toponymie
Le nom est composé du toponyme principal de La Haye-du-Puits et qui devient un homonyme de la ville de La Haye aux Pays-Bas. Les toponymes normands La Haye sont issus du germanique haga qui, s'il a donné le français haie, avait à l'origine le sens d'« orée d'un bois » conservé dans la toponymie.
La municipalité semble avoir transposé le gentilé Haytillon de la commune déléguée de La Haye-du-Puits à la commune nouvelle.

## Histoire

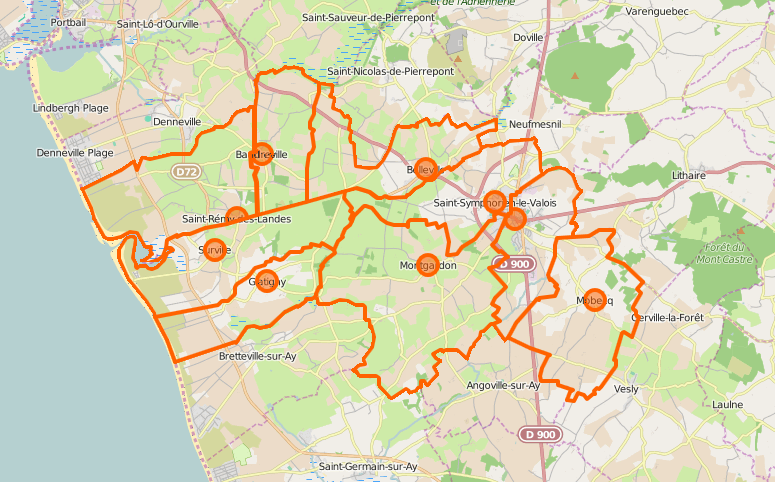
Les neuf communes déléguées.

En mars 2015, la commune de La Haye-du-Puits et d'autres communes de l'ancien canton projettent de s'intégrer dans une commune nouvelle. Au départ, la commune de Neufmesnil limitrophe était associée mais le conseil municipal vote en avril contre l'adhésion par cinq voix contre cinq, la décision du maire prévalant en cas d'égalité. Quatre conseillers favorables à la commune nouvelle ont remis leur mandat en jeu provoquant une élection partielle ; c'est finalement les membres de la liste soutenue par le maire qui sont élus en septembre ce qui clos alors le sujet pour la commune.
La commune nouvelle, nommée La Haye, est créée le 1er janvier 2016 par un arrêté préfectoral du 4 novembre 2015, par la fusion de neuf communes (la plus nombreuse des trente-six communes nouvelles créées à cette date dans le département), sous le régime juridique des communes nouvelles instauré par la loi no 2010-1563 du 16 décembre 2010 de réforme des collectivités territoriales. Les communes de Baudreville, Bolleville, Glatigny, La Haye-du-Puits, Mobecq, Montgardon, Saint-Rémy-des-Landes, Saint-Symphorien-le-Valois et Surville deviennent des communes déléguées et La Haye-du-Puits est le chef-lieu de la commune nouvelle.

## Politique et administration
En attendant les élections municipales de 2020, le conseil municipal élisant le maire est composé des conseillers municipaux des différentes communes.
| Période        | Période  | Identité      | Étiquette | Qualité                                                        |
| -------------- | -------- | ------------- | --------- | -------------------------------------------------------------- |
| 8 janvier 2016 | En cours | Alain Leclère | SE        | Contrôleur des finances publiques, maire délégué de Bolleville |

## Démographie
L'évolution du nombre d'habitants est connue à travers les recensements de la population effectués dans la commune depuis sa création.
En 2022, la commune comptait 3 986 habitants, en évolution de −0,85 % par rapport à 2016 (Manche : −0,31 %, France hors Mayotte : +2,11 %).
| 2014  | 2019  | 2022  |
| ----- | ----- | ----- |
| 4 029 | 3 971 | 3 986 |

| Nom                        | Code Insee | Intercommunalité       | Superficie (km2) | Population (dernière pop. légale) | Densité (hab./km2) |
| -------------------------- | ---------- | ---------------------- | ---------------- | --------------------------------- | ------------------ |
| La Haye-du-Puits (siège)   | 50236      | CC de la Haye-du-Puits | 5,25             | 1 469 (2021)                      | 280                |
| Baudreville                | 50035      | CC de la Haye-du-Puits | 4,67             | 75 (2021)                         | 16                 |
| Bolleville                 | 50063      | CC de la Haye-du-Puits | 6,09             | 360 (2021)                        | 59                 |
| Glatigny                   | 50204      | CC de la Haye-du-Puits | 4,99             | 141 (2021)                        | 28                 |
| Mobecq                     | 50330      | CC de la Haye-du-Puits | 7,99             | 236 (2021)                        | 30                 |
| Montgardon                 | 50343      | CC de la Haye-du-Puits | 13,32            | 468 (2021)                        | 35                 |
| Saint-Rémy-des-Landes      | 50544      | CC de la Haye-du-Puits | 8,30             | 214 (2021)                        | 26                 |
| Saint-Symphorien-le-Valois | 50558      | CC de la Haye-du-Puits | 5,80             | 811 (2021)                        | 140                |
| Surville                   | 50586      | CC de la Haye-du-Puits | 7,40             | 197 (2021)                        | 27                 |

## Culture locale et patrimoine

### Patrimoine religieux
- L'église Saint-Jean-l'Évangéliste, du XIXe siècle, abrite le monument funéraire d'Arthur de Magneville, baron de la Haye-du-Puits, classé à titre d'objet aux Monuments historiques[43].
- Église Sainte-Marguerite dont le clocher a été restauré et remis en service en 2005.
- Église Saint-Pierre de Bolleville.
- Église Saint-Pierre de Glatigny (XVIIe siècle).
- Église Saint-Aubin de Mobecq est ornée d'une toile d'Alphonse Osbert Le Martyre du Christ exposée au Salon de 1889.
- Église Notre-Dame de Montgardon : un if millénaire dans le cimetière a été distingué en 2005 en qualité d'arbre remarquable de la Manche mais en 2014, il a été décidé de l'abattre car il s'est révélé être trop dangereux[44].
- Église Saint-Rémy du XVe siècle.
- Église Notre-Dame de Surville(XVe siècle).

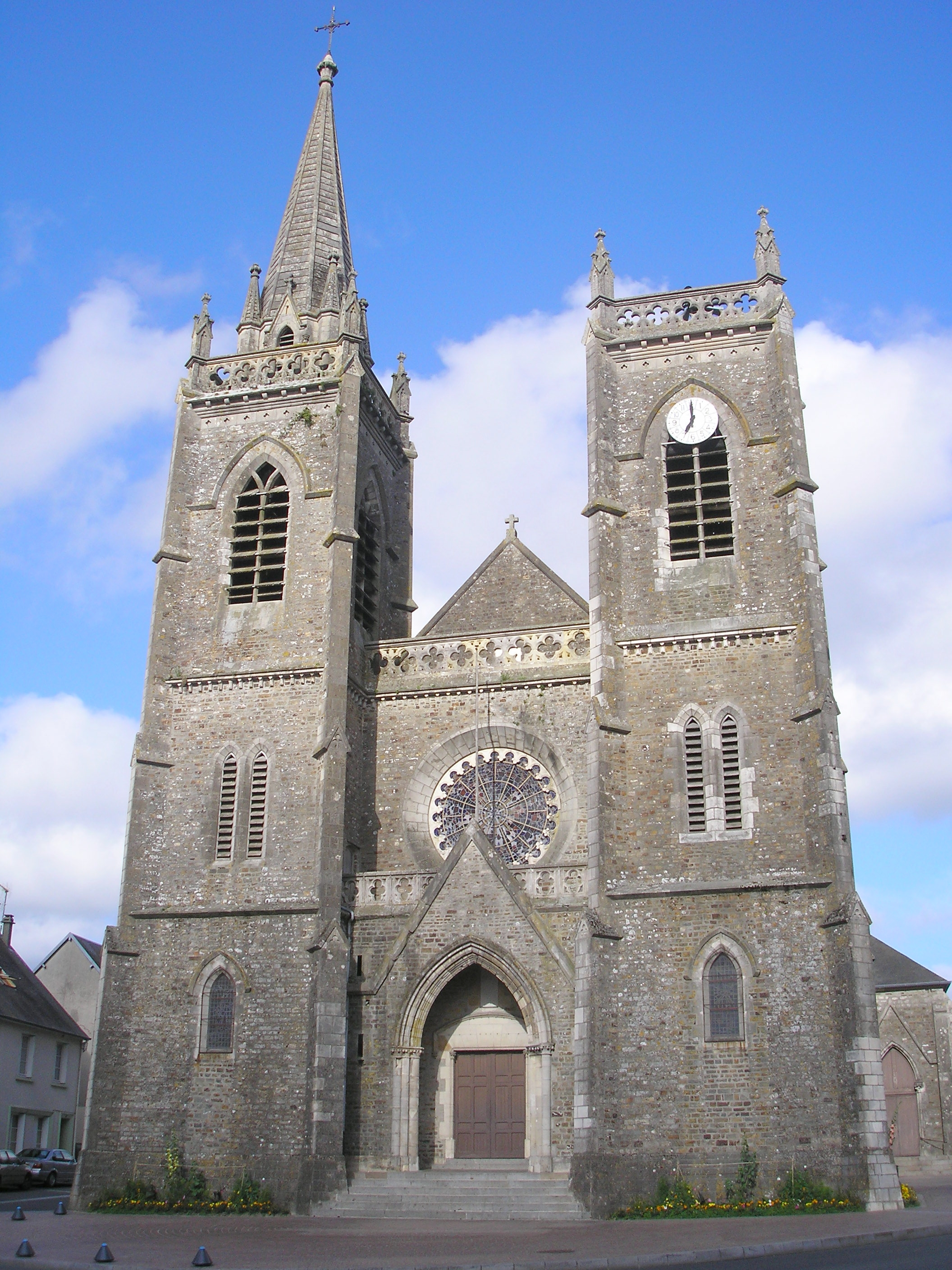
L'église Saint-Jean.
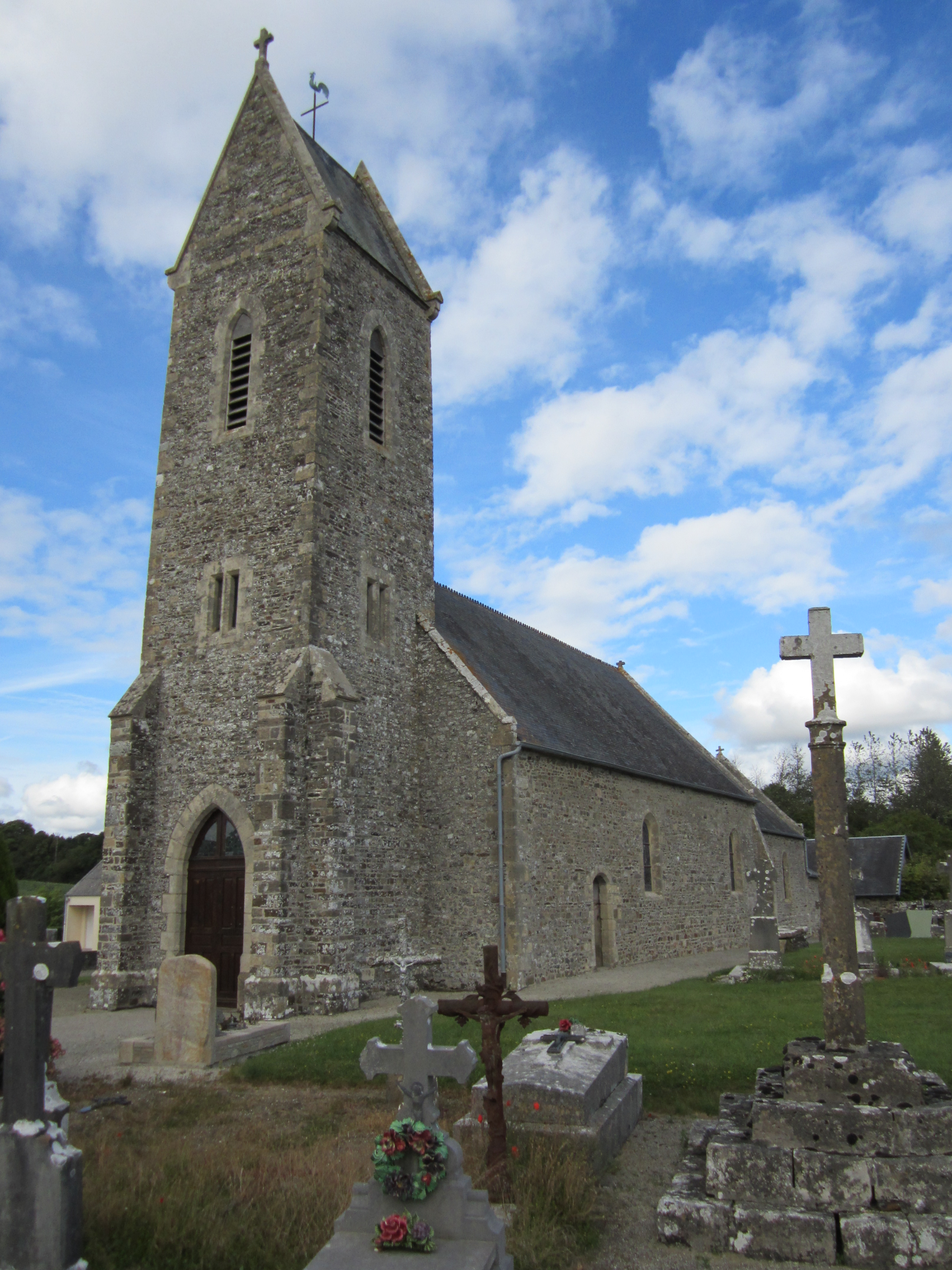
L'église Sainte-Marguerite.
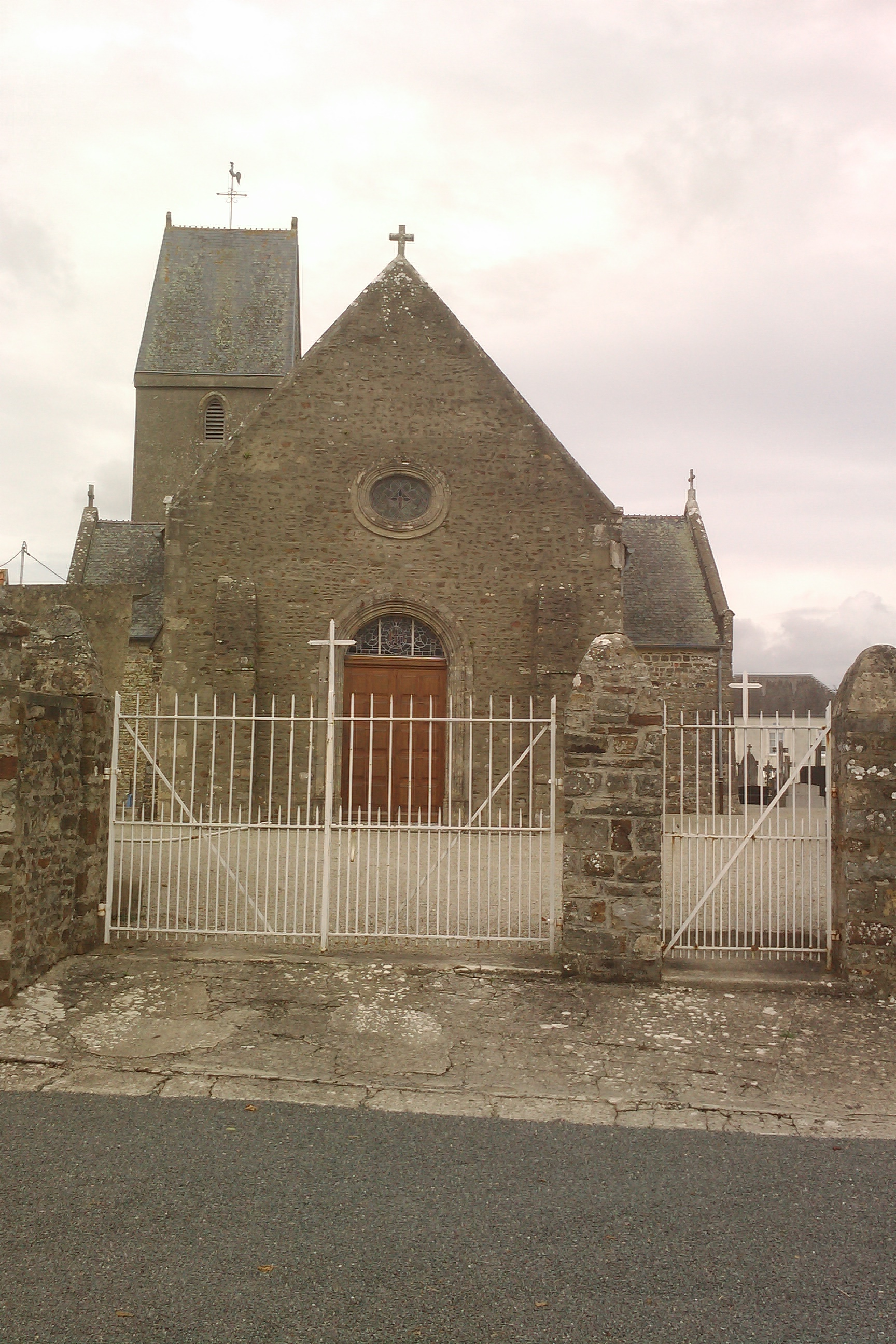
L'église Saint-Pierre de Bolleville.
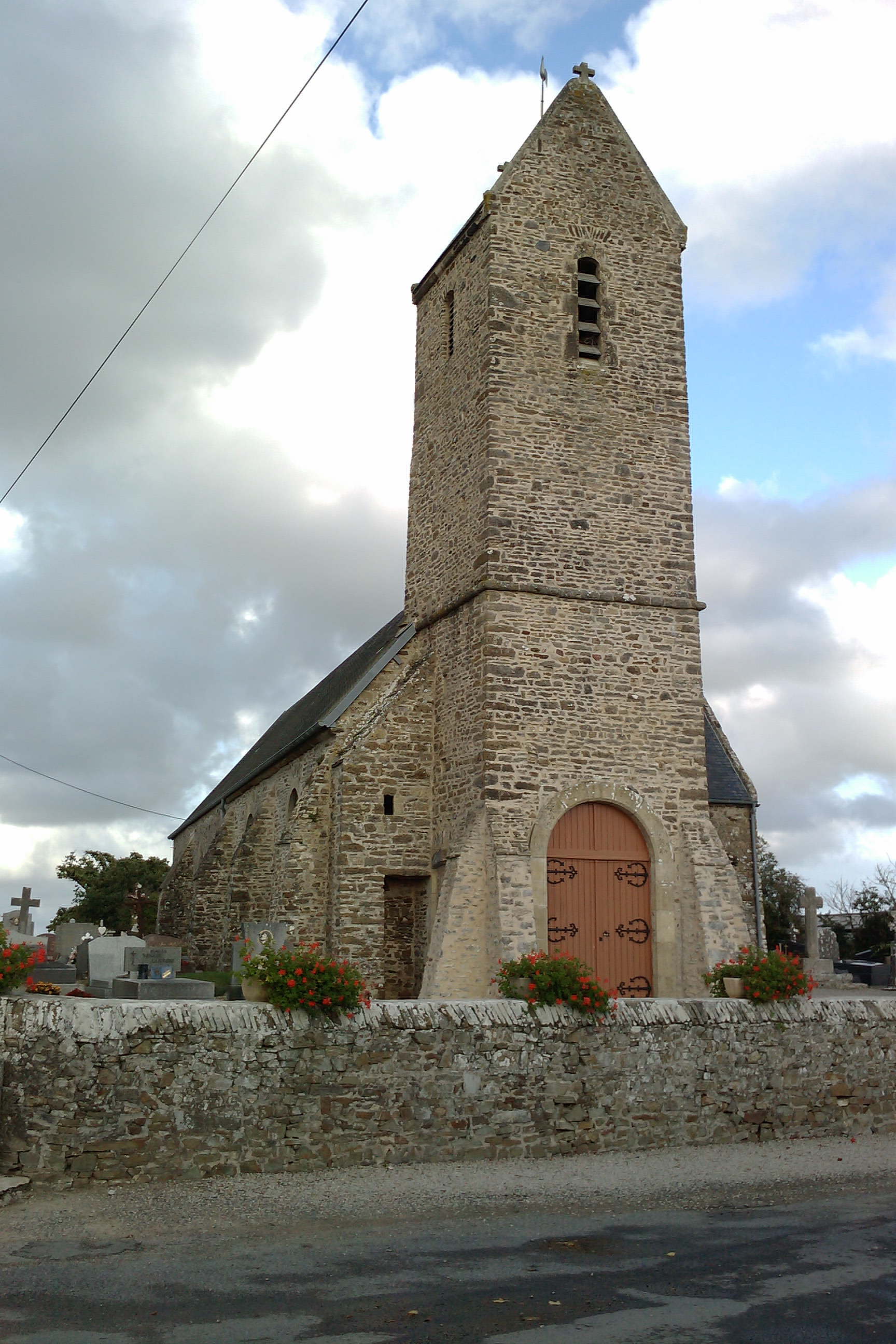
L'église Saint-Pierre de Glatigny.
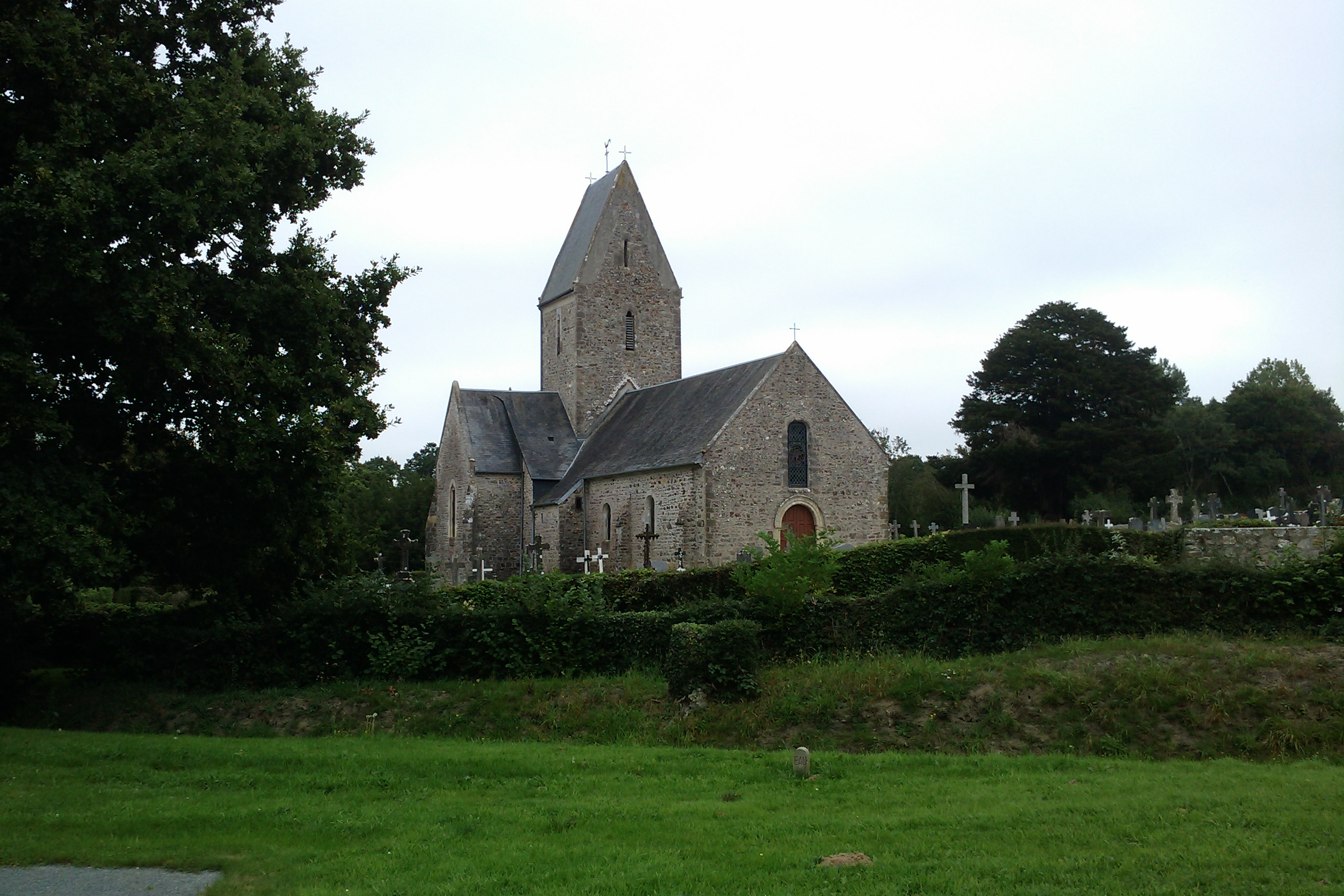
L'église Saint-Aubin.
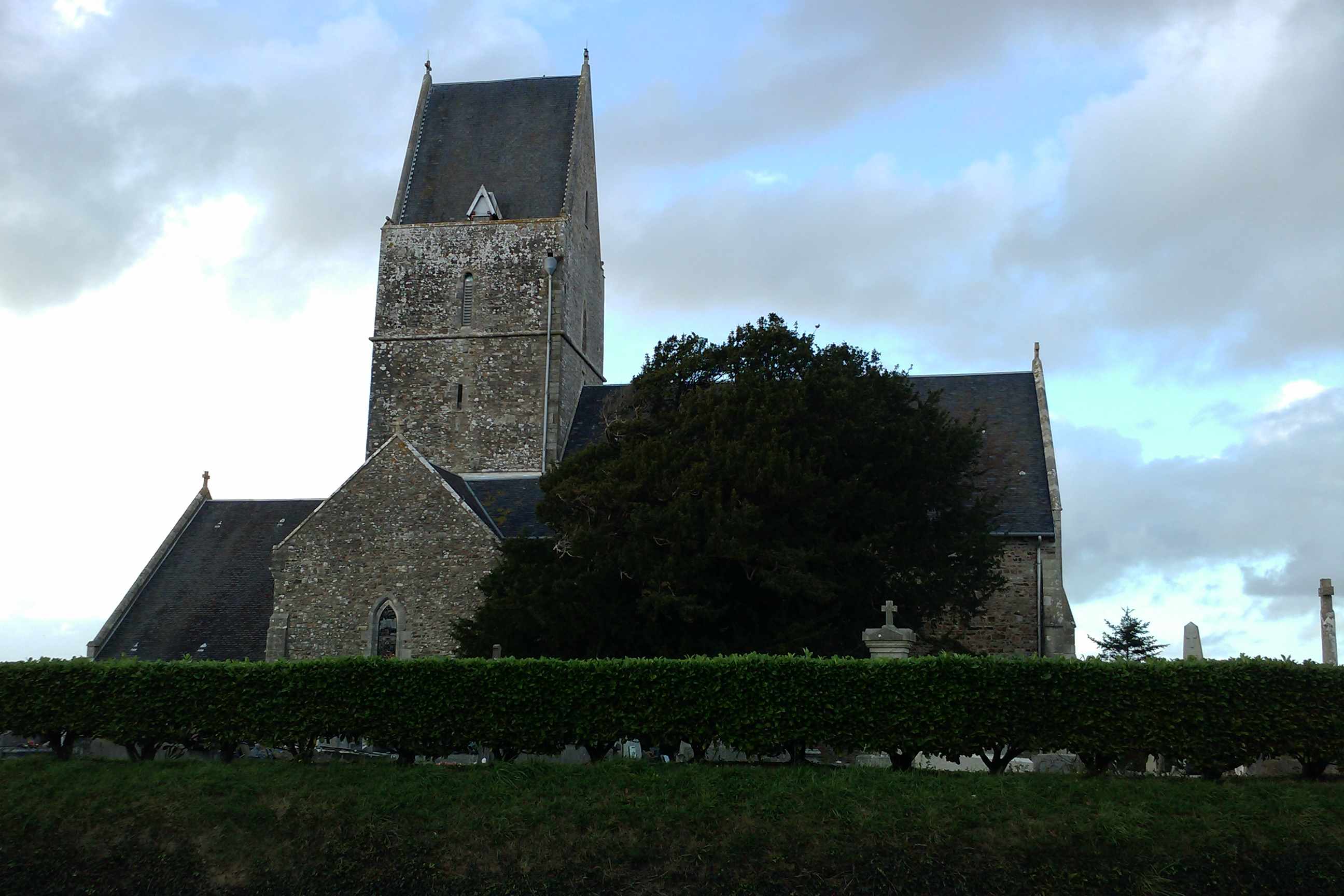
L'église Notre-Dame de Montgardon.
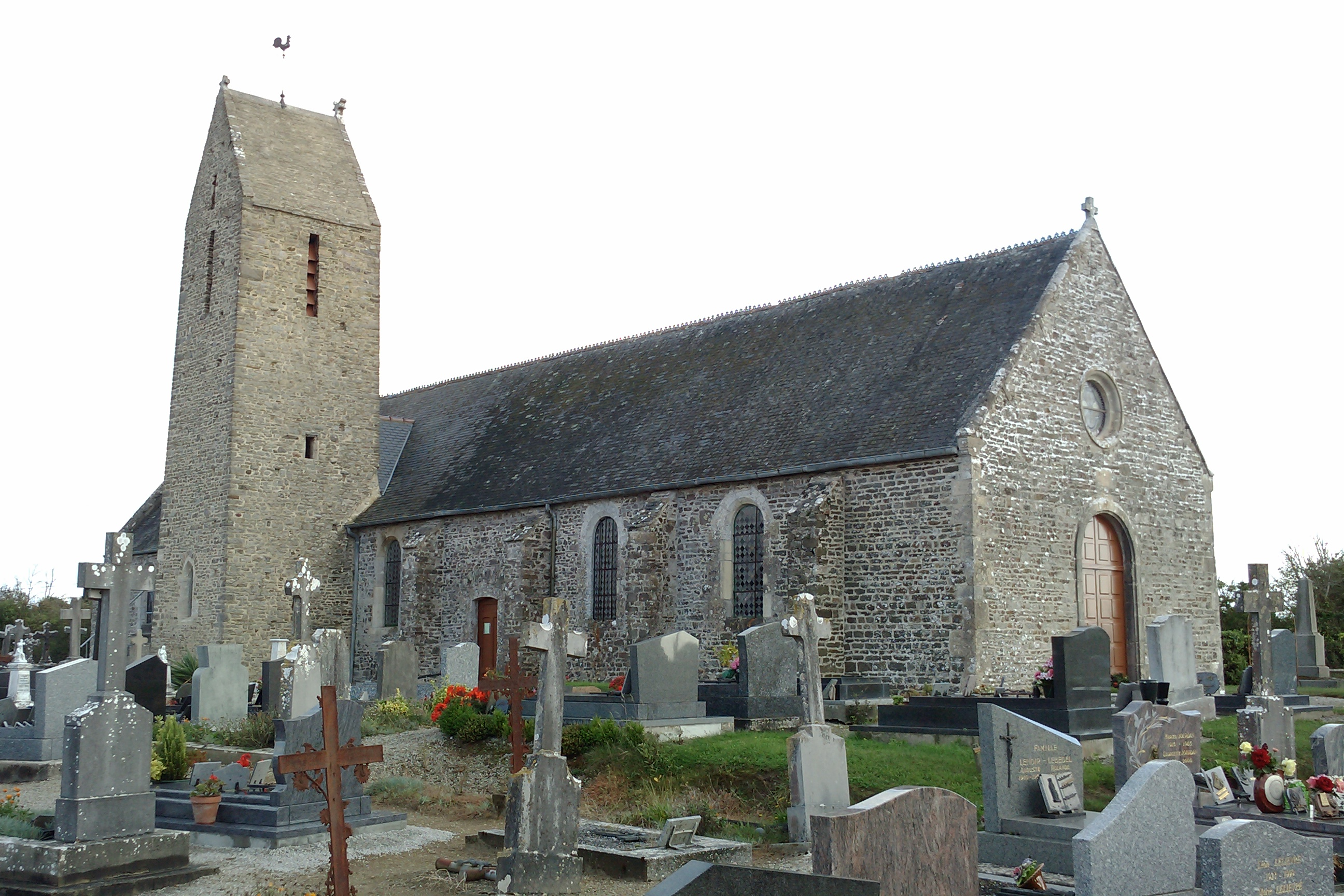
L'église Saint-Rémy.
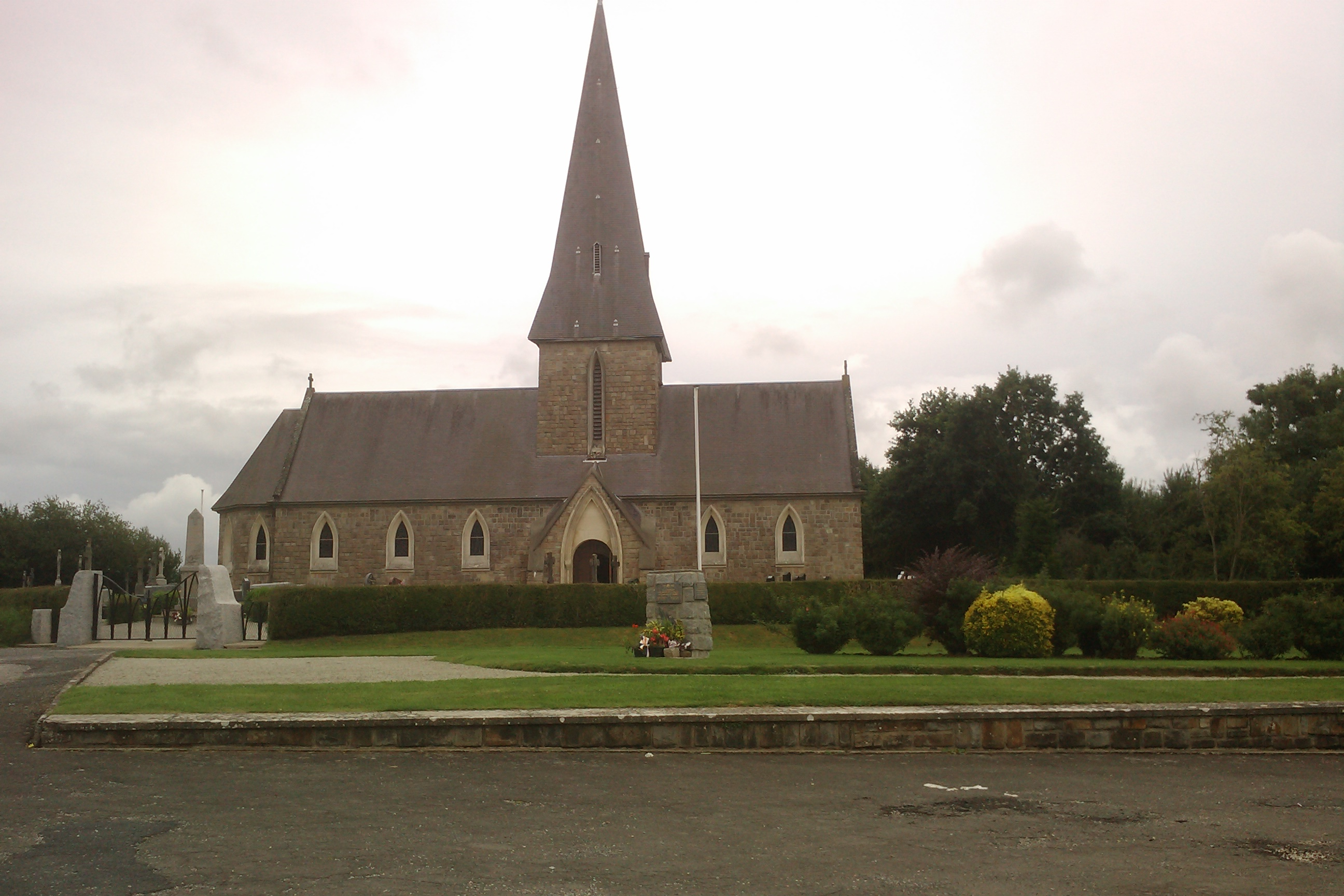
L'église Saint-Symphorien.
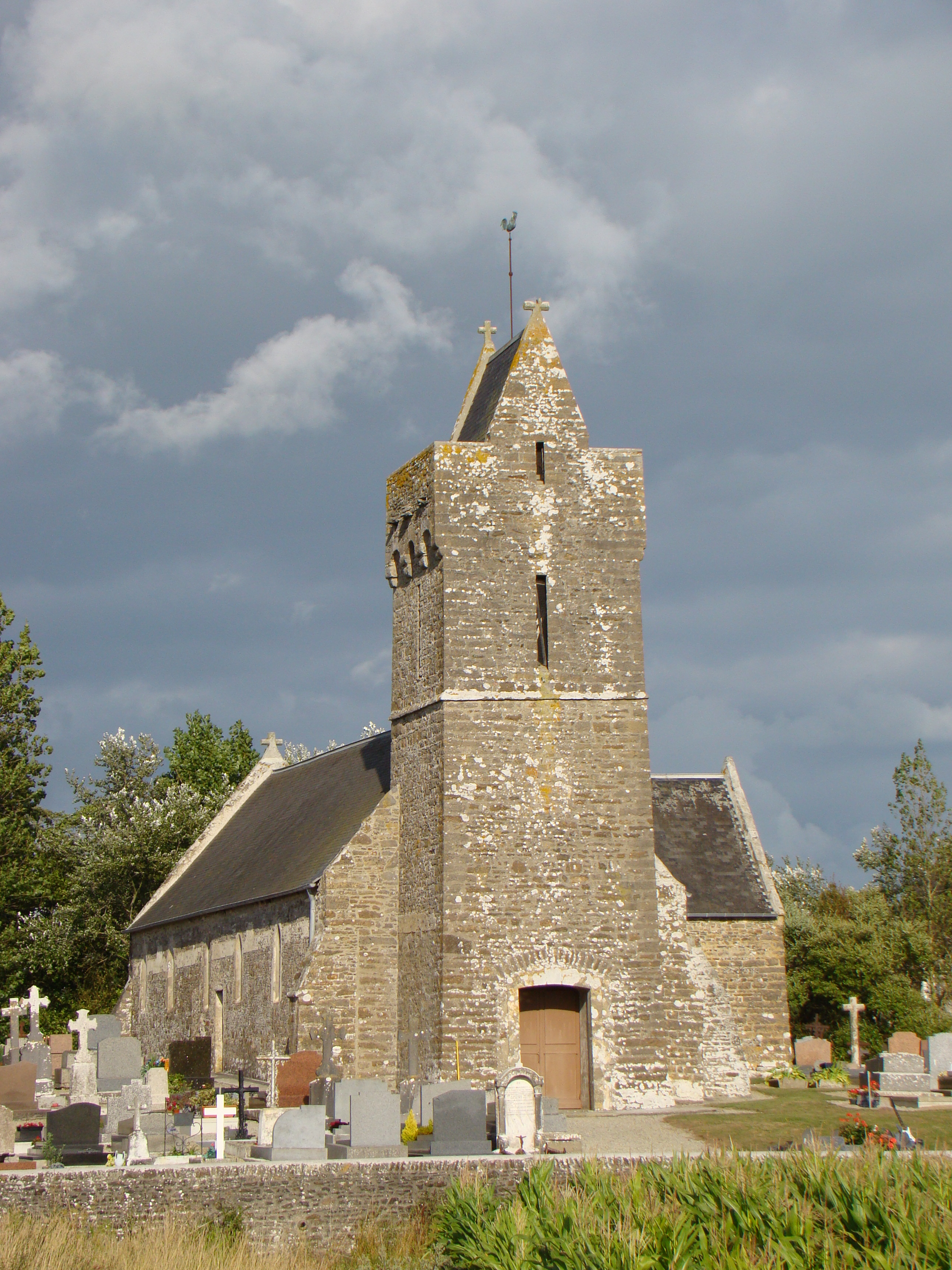
L'église Notre-Dame de Surville.

### Lieux et monuments
- Le donjon et les vestiges du château médiéval classés monument historique[45].
- Vestiges d'un ancien château fort à Baudreville : plate-forme fossoyée, murs, restes de tours d'angle circulaires.
- Restes d'enceinte quadrangulaire crénelée à Baudreville, chemin de ronde en galerie de bois, porte XVIIe et fuie cylindrique (basse cour du château ?).
- Château de Saint-Rémy.
- Manoir de Surville du XVIe.
- Château de Surville.

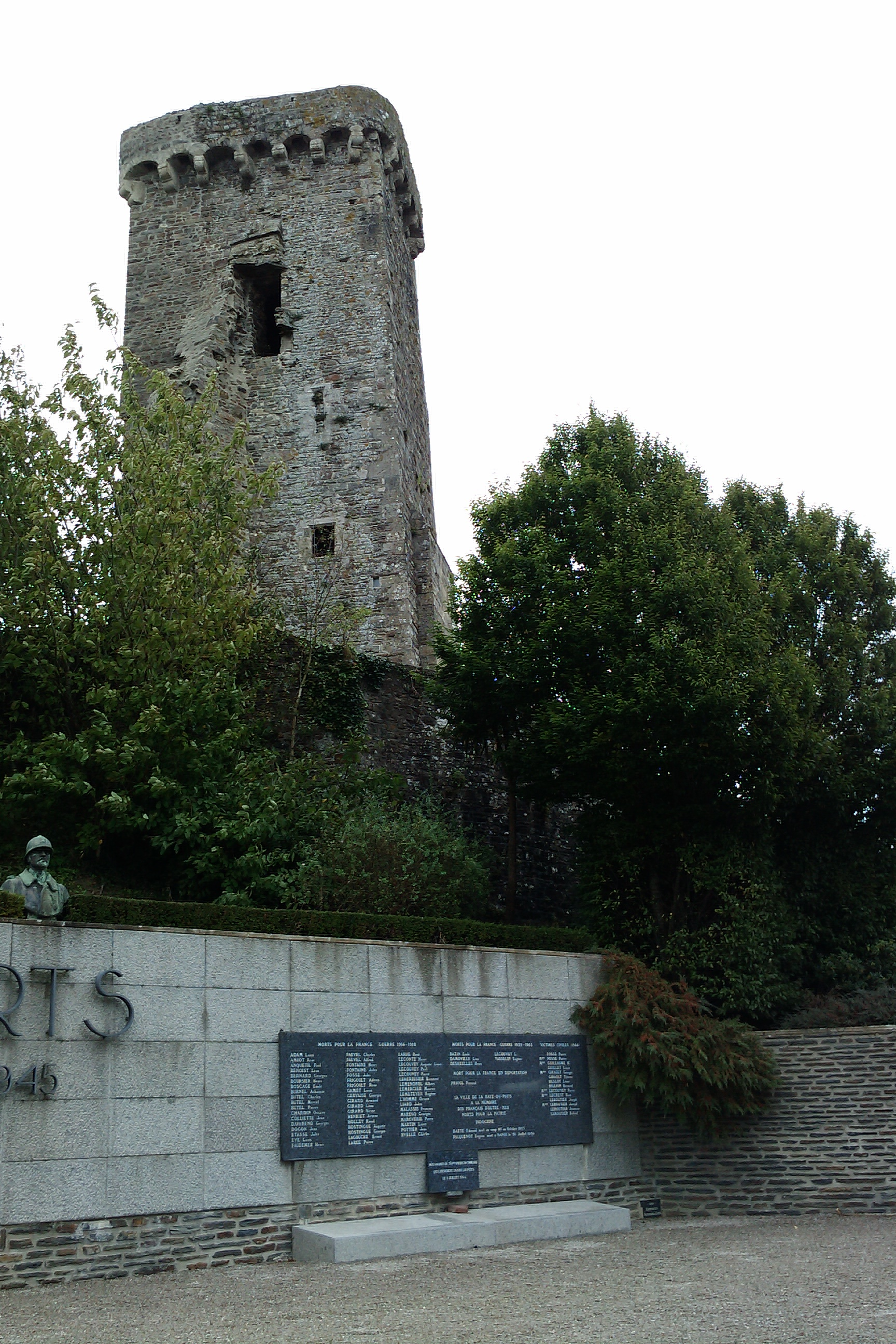
Les ruines de l'ancien château de La Haye.
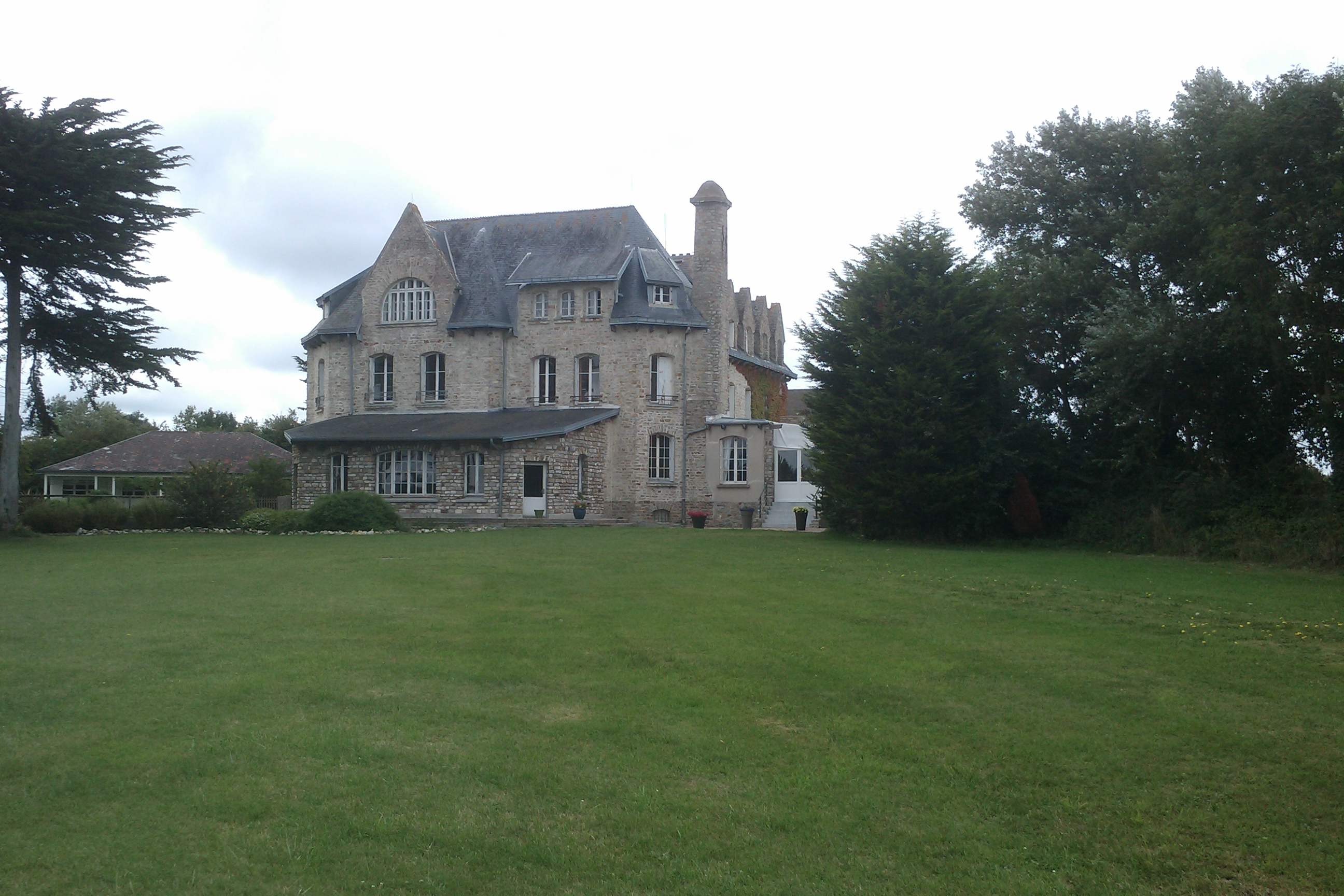
Le château de Surville.
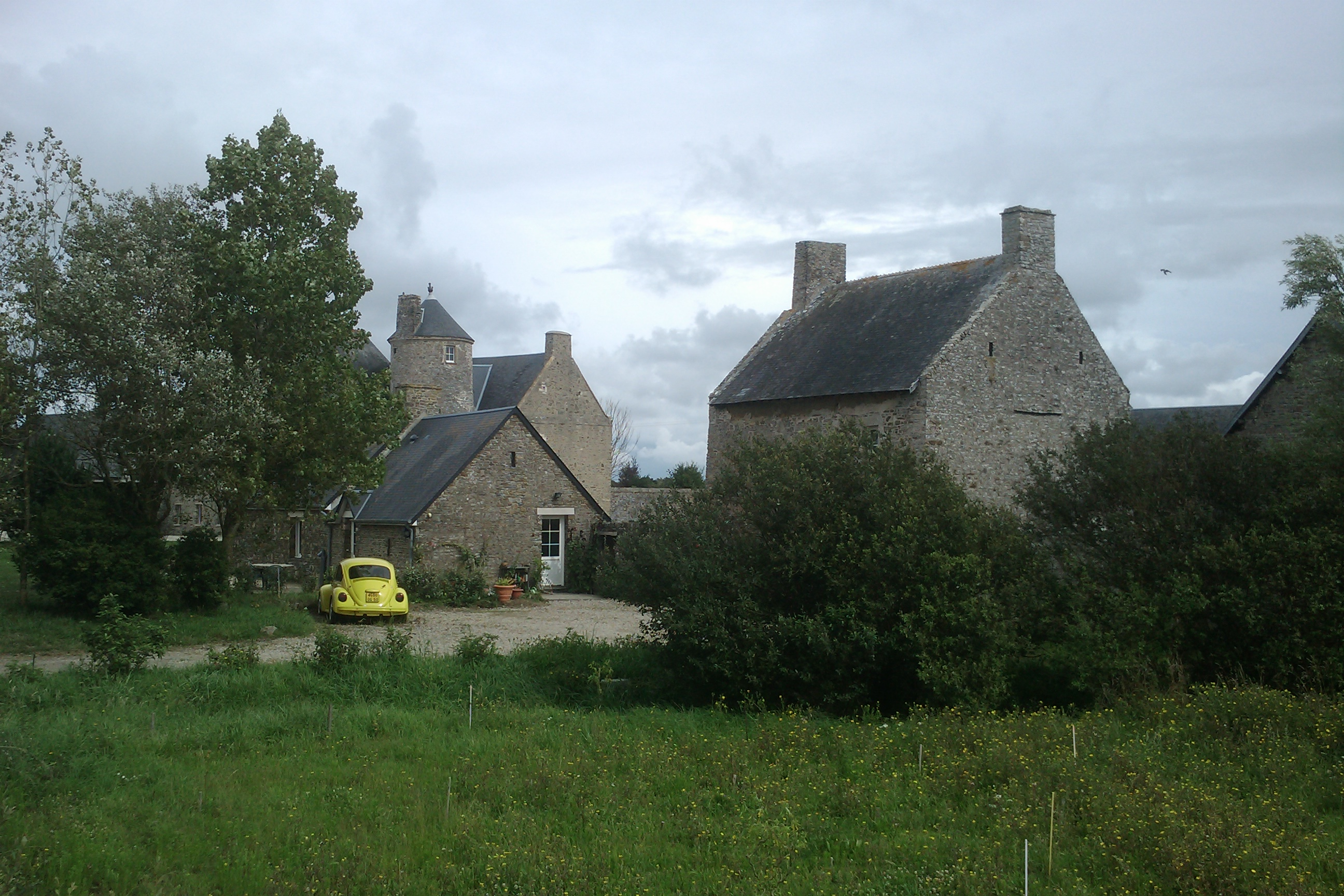
Le manoir de Surville.

### Espaces naturels
- Massif dunaire (« mielles ») d'Allonne et le havre de Surville, intégré au site d'importance communautaire du littoral ouest du Cotentin de Saint-Germain-sur-Ay au Rozel proposé dans le cadre de Natura 2000[46].

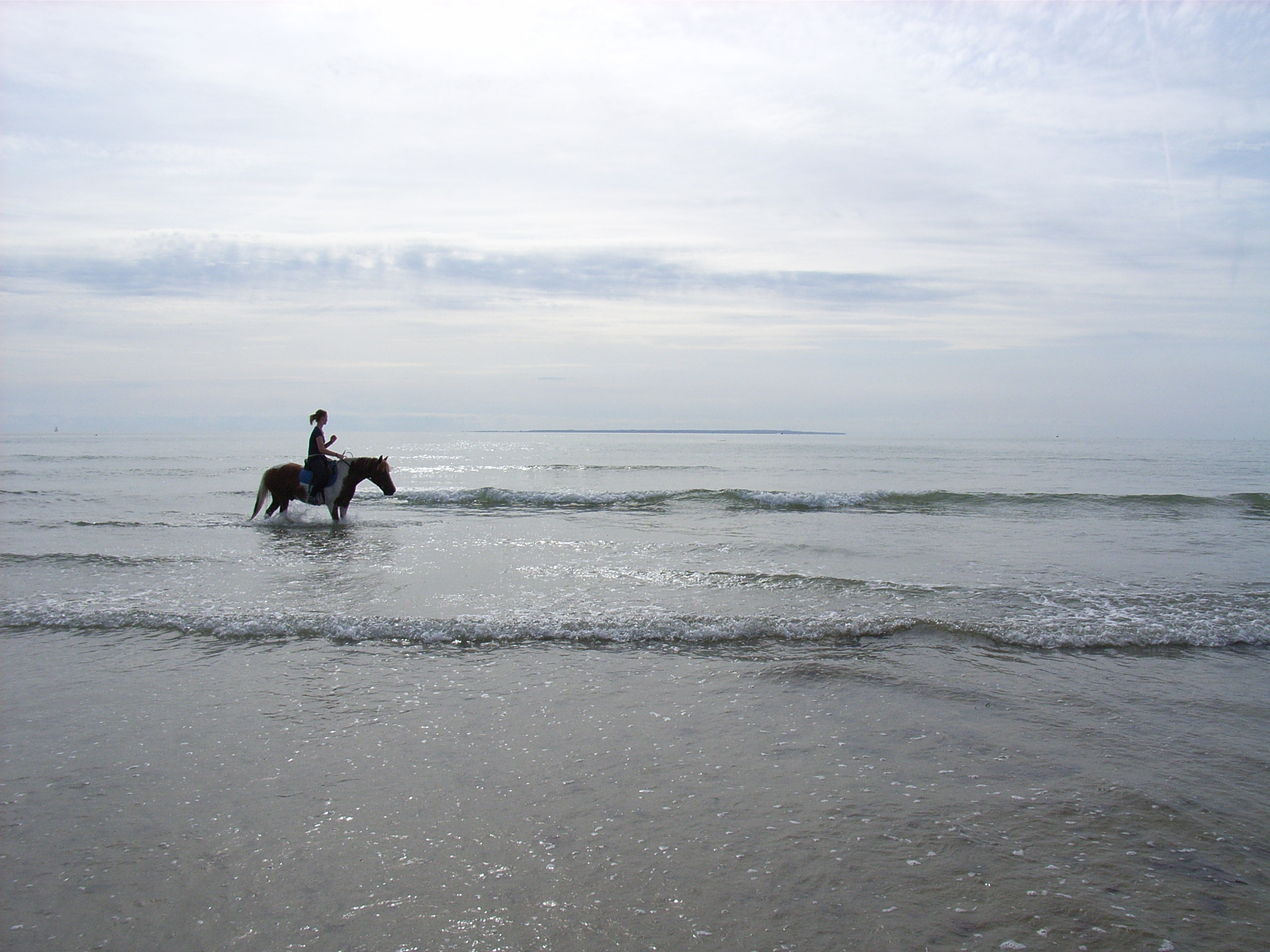
Plage de Saint-Rémy-des-Landes, vue sur Jersey.